# Khieu Samphan
Khieu Samphan, född 28 juli 1931 i Svay Rieng-provinsen, var en av de mäktigaste ledarna för Röda khmererna i dåvarande Demokratiska Kampuchea (nuvarande Kambodja). Han var formellt statschef från 1976 till 1979. Trots detta låg dock den verkliga makten hos regeringschefen och diktatorn Pol Pot.
Khieu Samphan har sedan den 19 november 2007 suttit häktad vid Internationella domstolen i Kambodja, åtalad för folkmord, brott mot mänskligheten och krigsbrott. Den 7 augusti 2014 dömdes Khieu Samphan till fängelse på livstid, och vid ytterligare en rättegång den 16 november 2018 dömdes han skyldig till folkmord på vietnameser.